# مالیات مستقیم
تعریف واقعی مالیات مستقیم در بین حوزه‌های مختلف مالیات ستانی متفاوت است؛ با این حال در تعریف کلی، مالیاتی است که از درآمد شخص حقیقی یا شرکتها به استناد قانون اخذ می‌شود و متمایز از مالیاتی است که بر مصرف کاها و خدمات (مالیات غیر مستقیم) وضع می‌شود.
مالیات مستقیم، مبلغ پرداختی واجب و بدون بدلی است که افراد، موسسات، ثروت و… را به انواع مختلف شامل می شود. همچنین مالیات عملکرد یا مالیات بر درآمد نیز گفته می شود. تمامی مالکین حقیقی و حقوقی در ایران مشمول مالیات مستقیم می شوند.
همچنین افراد حقیقی و حقوقی ایرانی چه در ایران درآمد داشته باشند و چه در خارج از ایران مشمول این مالیات می شوند و ایرانیانی که مقیم خارج هستند و در ایران درآمد دارند نیز باید مالیات بر درآمد بدهند. لذا غیر ایرانیانی که در ایران درآمد دارند نیز شامل این مالیات می شوند.

## مالیات بر درآمد
1. مالیات بر درآمد اجاره
2. مالیات بر درآمد کشاورزی
3. مالیات بر درآمد حقوق
4. مالیات بر درآمد مشاغل
5. مالیات بر درآمد اشخاص حقوقی( از جمله مالیات بر درآمد شرکتها )
6. مالیات بر درآمد اتفاقی[۱]

## مالیات بر درآمد اشخاص حقیقی
دو مدل و شیوه حدی برای وضع مالیات بر درآمد اشخاص حقیقی وجود دارد:

### وضع مالیات جداگانه(schedular) بر اقلام مختلف درآمدی
در ایران، این شیوه مالیات ستانی اعمال می شود که بر مبنای آن در خصوص هر یک از اقلام درآمدی (درآمد مشاغل، درآمد حقوق و دستمزد، سود سپرده، درآمد اجاره و غیره)، معافیتها و نرخهای جداگانه ای اعمال می‌شود. این شیوه به دلیل سنتی بودن مشکلات عدیده ای را برای سیستم مالیاتی به وجود آورده‌ است. یکی از این مشکلات، عدم لحاظ ملاحظات عدالت افقی و عمودی در این شیوه است.

### وضع مالیات بر مجموع (global)درآمد شخص حقیقی
در اکثر کشورها، این شیوه اعمال می‌شود به این نحو که کل درآمد شخص تجمیع و مشمول مالیات می‌شود؛ لذا ممکن است با نرخهای بالاتری به نسبت روش قبلی مشمول مالیات شود.
لازم است ذکر شود که این دو شیوه حدی هستند و کمتر کشوری از این دو شیوه حدی استفاده می‌کنند در عمل ترکیبی از این دو مورد استفاده قرار می‌گیرد. با این حال در ایران روش حدی اعمال مالیات بر پایه‌ها به صورت جداگانه وضع و مورد اجرا قرار می‌گیرد.
در مالیات بر انواع درآمد، هر یک از منابع متعدد درآمد شخصی (مانند حقوق، بهره پول، درآمد املاک، اجاره‌بهای مستغلات، درآمد حاصل از تصدی مشاغل آزاد مانند درآمد پزشکان، وکلای دادگستری و…) معمولاً به طرق و نرخ‌های مختلف مشمول مالیات قرار می‌گیرد.
در مالیات بر مجموع درآمد کلیه عواید شخص از منابع مختلف درآمد روی هم محاسبه می‌شود و معمولاً پس از کسر کسورات مقرر در قانون با «نرخ‌های تصاعدی» مشمول مالیات قرار می‌گیرد. به‌طور کلی وصول مالیات بر انواع درآمد سهل‌تر است ولی مالیات بر مجموع درآمد بیشتر منطبق با عدالت مالیاتی است.
از آن جا که مالیات بر درآمد شخصی به ترتیبی که توضیح داده خواهد شد یک نوع انعطاف‌پذیری در دریافت مالیات به وجود می‌آورد که یکی از عوامل مهم ثبات اقتصادی محسوب می‌شود، امروزه در اغلب کشورها مالیات بر درآمد مهم‌ترین منبع عواید دولتی به حساب می‌آید.
انتقاد وارد بر مالیات بر درآمد شخصی این است که موجب کاهش انگیزهٔ فعالیت شخصی و سرمایه‌گذاری مولد می‌گردد. اما مالیات بر درآمد دو جنبه دارد که ممکن است اثرات یکدیگر را خنثی کنند. از یک سو چون دولت قسمتی از درآمد حاصل از کار و فعالیت افراد را به عنوان مالیات اخذ می‌کند بدین جهت ممکن است افراد فراغت را به کار و فعالیت بیشتر ترجیح دهند و این عمل ازنظر اقتصادی مفید نمی‌باشد. از سوی دیگر چون مالیات بر درآمد شخصی باعث می‌شود که پس از کسر مالیات، درآمد خالص (درآمد قابل تصرف) کمتری باقی بماند، ممکن است این امر موجب شود که افراد برای حفظ سطح زندگی و میزان مصرف خود بر ساعات کار بیفزایند و با کوشش و فعالیت بیشتر کمبود درآمد را جبران کنند. اما بی‌شک مالیات بر درآمد شخصی باعث کاهش پس‌‌انداز‌های اختیاری افراد می‌شود و این امر ممکن است موجب تقلیل سرمایه‌گذاری خصوصی شود که باید با سرمایه‌گذاری دولتی جبران شود.

## مالیات بر درآمد شرکت‌ها
از مجموع عواید شرکت، مخارج و هزینه‌های مختلف کسر می‌گردد و درآمد ویژه باقی می‌ماند که به نرخ مقرر در ماده ۱۰۵ قانون مالیات‌های مستقیم مشمول مالیات قرارمی‌گیرد. لیکن محاسبه درآمد مشمول مالیات شرکت‌ها و نوع هزینه‌هایی که باید کسر شود (هزینه‌های قابل قبول مالیاتی) به سادگی امکان‌پذیر نیست. از طرف دیگر باید میان مالیات و سرمایهٔ اولیهٔ تشکیل شرکت‌ها تناسب معقولی برقرار گردد تا عدالت مالیاتی رعایت شود؛ به گونه‌ای که شرکت‌های با سرمایهٔ اولیهٔ کم‌تر مالیات کمتری نسبت به شرکت‌های با سرمایهٔ اولیهٔ بیشتر بپردازند. برای حل این مسائل روش‌های مختلف مالی و حسابداری به کار گرفته می‌شود.
شرکت‌های بازرگانی سعی می‌کنند که قیمت و میزان تولید خود را به نحوی تنظیم کنند که منافع آن‌ها حداکثر شود، پس همیشه این امکان وجود دارد که شرکت‌های مذکور از طریق افزایش قیمت کالای خود قسمتی از مالیات متعلقه را به مصرف‌ کنندگان انتقال دهند. چنانچه تقاضا برای کالای مزبور در مقابل افزایش قیمت چندان تغییر نکند (مردم مجبور باشند آن کالا را تهیه کنند و کالا ضروری باشد) امکان انتقال مالیات بیشتر است.
مالیات بر درآمد شرکت‌ها از مقدار وجوهی که در سرمایه‌گذاری جدید به کار می‌افتد می‌کاهد، زیرا این نوع مالیات باعث می‌ شود که از سرمایه‌گذاری مجدد مقدار وجوهی که به عنوان مالیات به دولت پرداخت می‌شود جلوگیری به عمل آید و سود قابل توزیع بین صاحبان سهام نیز کاسته شود. واضح است که کاهش پس‌انداز شرکت و هم‌چنین تنزل پس‌انداز صاحبان سهام به علت تقلیل سود سهام که در نتیجه وضع مالیات حاصل شده‌ است، در بازار پول و سرمایه اثر می‌گذارد و نتیجتاً در کاهش سرمایه‌گذاری مؤثر واقع می‌شود. به همین جهت در بسیاری از کشورها سود توزیع نشده شرکت‌ها از پرداخت مالیات معاف می‌‌شود و در تعیین نرخ‌های مالیات بر درآمد شرکت‌ها نیز جانب اعتدال رعایت می‌شود.
چارچوب مالیات در ایران برای نخستین بار در قانون اساسی مشروطه لحاظ گردید. مهم‌ترین و جامعترین قانون مالیات‌های مستقیم کشور در ۲۸ اسفند سال ۱۳۴۵ به تصویب رسیده‌است و تاکنون چندین بار اصلاح شده‌است که آخرین اصلاحیه به سال ۱۳۹۴ مربوط می‌شود.
تدوین قانون مالیات‌ها و اعمال آن از دو نظر مهم است، از یک سو نقش مهمی در تأمین منابع مالی دولت دارد و از سوی دیگر در تنظیم امور اقتصادی کشور مؤثر است؛ بنابراین قوانین مالیاتی نه تنها باید متضمن ایجاد درآمدهایی برای دولت باشند، بلکه باید به نحوی وضع گردند که موجب رشد و توسعه اقتصادی کشور شوند. از اهداف دیگری که قوانین مالیاتی باید آن‌ها را دنبال کنند، تحقق عدالت اجتماعی و توزیع برابر درآمد و ثروت در جامعه است.

## ماده 100 قانون مالیات‌های مستقیم
مودیان موضوع این فصل این قانون مکلف اند اظهارنامه مالیاتی مربوط به فعالیت‌های شغلی خود را در یک سال مالیاتی برای هر واحد شغلی یا برای هر محل جداگانه طبق‌ نمونه‌ای که وسیله سازمان امور مالیاتی کشور تهیه خواهد شد تنظیم و تا آخر خرداد ماه سال بعد به اداره امور مالیاتی محل شغل خود تسلیم و مالیات ‌متعلق را به نرخ مذکور در ماده (۱۳۱) این قانون پرداخت نمایند.
تبصره – سازمان امور مالیاتی کشور میتواند برخی از مشاغل یا گروههایی از آنان را که میزان فروش کالا و خدمات سالانه آنها حداکثر ده برابر معافیت موضوع ماده(۸۴) این قانون باشد از انجام بخشی از تکالیف از قبیل نگهداری اسناد و مدارک موضوع این قانون و ارائه اظهارنامه مالیاتی معاف کند و مالیات مودیان مذکور را به‌صورت مقطوع تعیین و وصول نماید. در مواردی که مودی کمتر از یک سال مالی به فعالیت اشتغال داشته باشد مالیات متعلق نسبت به مدت اشتغال محاسبه و وصول می‌شود.
حکم این تبصره مانع از رسیدگی به اظهارنامه‌های مالیاتی تسلیم شده در موعد مقرر نخواهد بود.
قانون مالیات‌های مستقیم در سال ۱۳۴۵ تصویب  شده‌ است. این قانون به علت وجود اشکالات متعدد در سال‌های ۱۳۶۶ و ۷۱ مورد بازنگری قرار گرفت. با این وجود علی‌رغم اصلاحات بعمل آمده، قانون مذکور نتوانست از نابسامانی نظام مالیاتی بکاهد؛ بنابراین در سال ۱۳۷۹ اصلاحیه جدید قانون مالیات‌های مستقیم با فراخوانی از طرف مجلس، با اتفاق نظر کمیسیون اقتصادی مجلس، کارشناسان مرکز پژوهشهای مجلس و کارشناسان مستقل و نمایندگان بخش خصوصی و مسوولان مالیاتی کشور، مورد تأیید نمایندگان مجلس قرار گرفت.
اصلاحیه مذکور بر قانون مالیات‌های مستقیم متمرکز شده‌ است. این اصلاحیه برای رفع نارسایی‌های نظام مالیاتی ایران با اصلاحات عمیق قانون مالیات‌های مستقیم سال ۱۳۶۶ وضع شده‌ است و از ابتدای سال ۱۳۸۱ به اجرا درآمد. در این اصلاحیه، نرخ متوسط مالیات از ۵۴ درصد به ۳۵ درصد کاهش یافت.

### ویژگیهای قانون مالیاتهای مستقیم ایران
1. به استناد قانون مالیات‌های مستقیم ایران از درآمد بهره سپرده‌ها و اوراق مشارکت مالیاتی اخذ نمی‌شود. (موضوع ماده ۱۴۵ قانون مذکور)
2. به استناد این قانون مالیاتی از سود توزیعی سهام (dividend) مالیاتی اخذ نمی‌شود. گر چه در سطح شرکت مالیات موضوع ماده ۱۰۵ قانون مالیات‌های مستقیم اخذ می‌شود ولی در سطح اشخاص حقیقی مالیاتی اخذ نمی‌شود.
3. از لحاظ اجرایی مالیات بر درآمد شخصی (شخص حقیقی) به صورت پایه‌های جدا اعمال می‌شود و بر خلاف عمده کشورها مالیات بر جمع درآمد در قانون مالیات‌های مستقیم وضع نشده‌ است. عدم وضع مالیات بر جمع درآمد در قانون در کنار اصرار بر اجرای طرح جامع مالیاتی تناقضی آشکار در اجرای مالیات محسوب می‌شود.
4. با عدم وضع و اجرای مالیات بر جمع درآمد، هدف عدالت در قوانین مالیاتی جستجو نمی‌شود.
5. بالاترین نرخ مالیات بر درآمد شخصی(۲۵ درصد) در ایران به اندازه قابل توجهی نسبت به سایر کشورها کمتر است که باعث می‌شود کسب و کار به صورت شخص حقوقی (شرکت) ثبت نشوند.
6. نرخ مالیات دستمزد و حقوق (ماده ۸۵) کمتر از نرخ مالیات بر سایر درامدها است. نصاب آن نیز متفاوت از سایر درآمدها (ماده ۱۳۱) است که نقض آشکار عدالت افقی در کنار تحمیل مشکلات اجرایی قانون را در خود دارد.
7. در کل در تصویب قوانین مالیات مستقیم ملاحظه عدالتی مدنظر قرار نگرفته‌ است.

### لایحه اصلاح مالیاتهای مستقیم
لایحه اصلاح مالیات‌های مستقیم که کلیات آن در تاریخ ۸ بهمن ۱۳۹۲ به تصویب مجلس شورای اسلامی رسید شامل موارد زیر است:
الف) تعدیل نرخهای مالیاتی: در لایحه اصلاح مالیات‌های مستقیم، نرخهای مالیاتی برای اشخاص حقیقی (ماده ۱۳۱) کاهش یافته‌ است. این تغییر خود انگیزه کسب و کار شفاف و ثبت شرکت‌ها را کاهش می‌دهد. هر چه کسب و کار در شکل شخص حقوقی (شرکت) فعالیت نمایند به نفع اقتصاد کشور است. در کل پیش‌بینی می‌شود این تغییر به عدم شفافیت منجر شود.
ب) رفع تبعیض‌های مالیاتی: برخی از معافیتهای مالیاتی که در حال حاضر برای موسسات و نهادهای دولتی وجود دارد، طبق لایحه جدید برای همه سرمایه‌گذاران و فعالان عرصه اقتصادی، اعم از دولتی و خصوصی، یکسان در نظر گرفته شده‌ است، تا شرایط تبعیض آمیز بین نهادهای دولتی و خصوصی از میان بر
ج) روش‌های تشخیص و وصول مالیات بر اساس خود اظهاری و اعتماد به افراد و استناد به حسابرسان متعهد در نظر گرفته شده‌ است.

## سهم مالیات در بودجهٔ دولت در ایران
در حال حاضر نسبت مالیات به تولید ناخالص داخلی (T/GDP) در کشور ۷/۶ درصد است و این در حالیست که متوسط این رقم در جهان ۱۷ درصد است. شاخص T/GDPدر کشورهای در حال توسعه هم‌تراز ایران حدود ۲۰ درصد و در کشورهای توسعه یافته بیش از ۲۰ درصد است و این در شرایطی است که ایران از نظر شاخص‌های اقتصادی جزو ۲۰ کشور اول در شاخص تولید ناخالص داخلی در جهان به شمار می‌رود. تقریباً ۲۵ درصد تولید ناخالص داخلی مشمول مالیات در کشور از تور مالیات خارج است و این به آن معنی است که حدود یک چهارم اقتصاد کشور مالیات نمی‌پردازد.
در بودجه سال ۷۹، ۶۴ درصد درآمدهای مالیاتی را، مالیات‌های مستقیم و مابقی، مالیات‌های غیر مستقیم تشکیل داده‌ است. همچنین سهم درآمدهای مالیاتی از مخارج دولت حدود ۲۶ درصد بوده‌است. سهم مالیات‌ها از GDP حدود ۶ درصد، از کل درآمدهای عمومی کمتر از ۳ درصد و از هزینه‌های جاری حدود ۳۵ تا ۴۰ درصد بوده‌ است.
از میان انواع مالیات‌های مستقیم و مالیات غیرمستقیم سهم مالیات اشخاص حقوقی با ۴/۵۰ درصد بیشترین سهم را دارد و از زیرمجموعه‌های آن نیز مالیات عملکرد نفت با۹/۱۶درصد و مالیات اشخاص حقوقی غیردولتی و مالیات معوقه اشخاص حقوقی دولتی ۱۰ درصد و مالیات علی‌الحساب اشخاص حقوقی دولتی که همان شرکت‌های دولتی بشمار می‌روند با۴/۷ درصد به ترتیب بیشترین سهم را از مالیات اشخاص حقوقی دارا هستند. با مقایسه سهم این بخش‌ها ازGDPو سهم مالیاتی آنها به وضوح مشاهده می‌شود که شکاف بسیار زیادی بین آن‌ها وجود دارد.